# Thierry Sabine
Thierry Sabine (Neuilly-sur-Seine, 13 de junho de 1949 - Mali, 14 de janeiro de 1986) foi um piloto motociclista francês e organizador de provas desportivas. É conhecido, principalmente, por ser o criador e inspirador do rali “Paris-Dakar”.

## Biografia
Começou por criar, em 1975, o Enduro du Touquet, uma competição regional que, com o decorrer do tempo, teve grande desenvolvimento. Na sequência promoveu a Croisière Verte, um enduro que ligava Le Touquet a Sète por caminhos.
Em 1977 perdeu-se no deserto da Líbia, devido a uma tempestade de areia, quando participava no rali Abidjan-Nice, numa Yamaha XT 500. Depois de a fraca organização da prova ter encerrado as buscas, ao fim de três dias, sem combustível na moto, Sabine foi encontrado, no limite da desidratação, pelo piloto de uma pequena aeronave que lhe terá dito “meu amigo, daqui para a frente, tudo o que você viver será lucro”. Enquanto esteve perdido, apesar do seu sofrimento, estava apaixonado pelo deserto e prometeu que, se sobrevivesse, organizaria anualmente a maior prova de todo-terreno jamais vista, saindo da Europa e atravessando a África através do deserto, que mais tarde definiu como “um desafio para os que vão e um sonho para os que ficam”. Desde então consagrou a sua vida à organização do “Paris-Dakar”.
Morreu a 14 de janeiro de 1986, ao fim do dia, quando o helicóptero Eurocopter AS350 Écureuil embateu numa duna, no deserto do Mali, durante uma tempestade de areia. Também morreram a bordo o cantor e compositor Daniel Balavoine, o piloto de helicóptero François-Xavier Bagnoud, a jornalista Nathalie Odent e o técnico de som da rádio RTL Jean-Paul Lefur. Foi erigida uma lápide em sua memória, no deserto do Ténéré, num lugar batizado “Árvore de Thierry Sabine”  devido à acácia solitária que aí se encontra.